# The World We Live In and Live in Hamburg
Albums de Depeche Mode
Some Great Videos
(1985)
The World We Live In And Live In Hamburg est une vidéo d'un concert de Depeche Mode enregistré le 14 décembre 1984 au Alsterdorfer Sporthalle de Hambourg lors de la tournée suivant la sortie de l'album Some Great Reward. C'est la première vidéo publiée par le groupe. Elle est éditée en 1985. Le titre est un jeu de mots sur les paroles du morceau Somebody : « She will listen to me, when I want to speak about the world we live in and life in general... ». La version américaine comporte onze titres quand les autres version en comprennent dix-sept. Deux morceaux joués lors du concert ont été écartés des différentes éditions, il s'agit de Puppets et Ice Machine. Cette vidéo a fait l'objet d'une réédition en VHS en 1999 mais n'a jamais été publiée en DVD.

## Liste des morceaux
Édition anglaise
- VVD063 (Virgin VHS video) - 1985 (édition d'origine)
- VVD063 (Virgin BETAMAX video) - 1985
- MF021 (Mute Film VHS video) - 1999 (réédition)

Édition japonaise
- SM068-3005 (Virgin Laser Disc video) - 1985
- VBM-81 (Virgin BETAMAX video) - 1985

Les morceaux sont les mêmes dans les versions anglaises et japonaises.
1. Something to Do
2. Two Minute Warning
3. If You Want
4. People Are People
5. Leave in Silence
6. New Life
7. Shame
8. Somebody
9. Lie to Me
10. Blasphemous Rumours
11. Told You So
12. Master and Servant
13. Photographic
14. Everything Counts
15. See You
16. Shout!
17. Just Can't Get Enough

Édition américaine
- 38107-3 (Sire VHS video)
- 38107-6 (Sire Laser Disc video)

1. Something to Do
2. If You Want
3. People Are People
4. Somebody
5. Lie to Me
6. Blasphemous Rumours
7. Told You So
8. Master and Servant
9. Photographic
10. Everything Counts
11. Just Can't Get Enough

- Toutes les chansons sont écrites par Martin Gore à l'exception de Two Minute Warning' and 'If You Want écrites par Alan Wilder et de New Life, Photographic, Shout!, et Just Can't Get Enough écrites par Vince Clarke.

## Personnel
- Dave Gahan – chant
- Martin L. Gore – guitare, claviers, chant, chœurs
- Andy Fletcher – claviers, chœurs
- Alan Wilder - claviers, percussion, chœurs